# Raymundo Torres (cầu thủ bóng đá)
Raymundo Torres Rangel (sinh ngày 19 tháng 12 năm 1984) là một cầu thủ bóng đá người México tiền vệ hiện tại thi đấu cho Alebrijes de Oaxaca ở Ascenso MX.
Sau khi thi đấu tại Club León ở quê nhà Guanajuato trong nhiều năm, Torres chuyển đến Atlante, có màn ra mắt ngày 5 tháng 10 năm 2008 trong chiến thắng 2-0 trước Pumas UNAM.